# Principe ellenistico
Il cosiddetto principe ellenistico è una statua in bronzo conservata presso il Palazzo Massimo alle Terme (una delle sedi del Museo nazionale romano). Fu ritrovata, insieme al Pugilatore in riposo, su un versante del Quirinale, probabilmente nei resti delle Terme di Costantino nel 1885, durante i lavori di costruzione del Teatro Drammatico Nazionale; le due sculture, che a quanto pare furono seppellite in antichità con cura, non sono comunque correlate tra loro, appartenendo a due periodi differenti di esecuzione.

## Descrizione

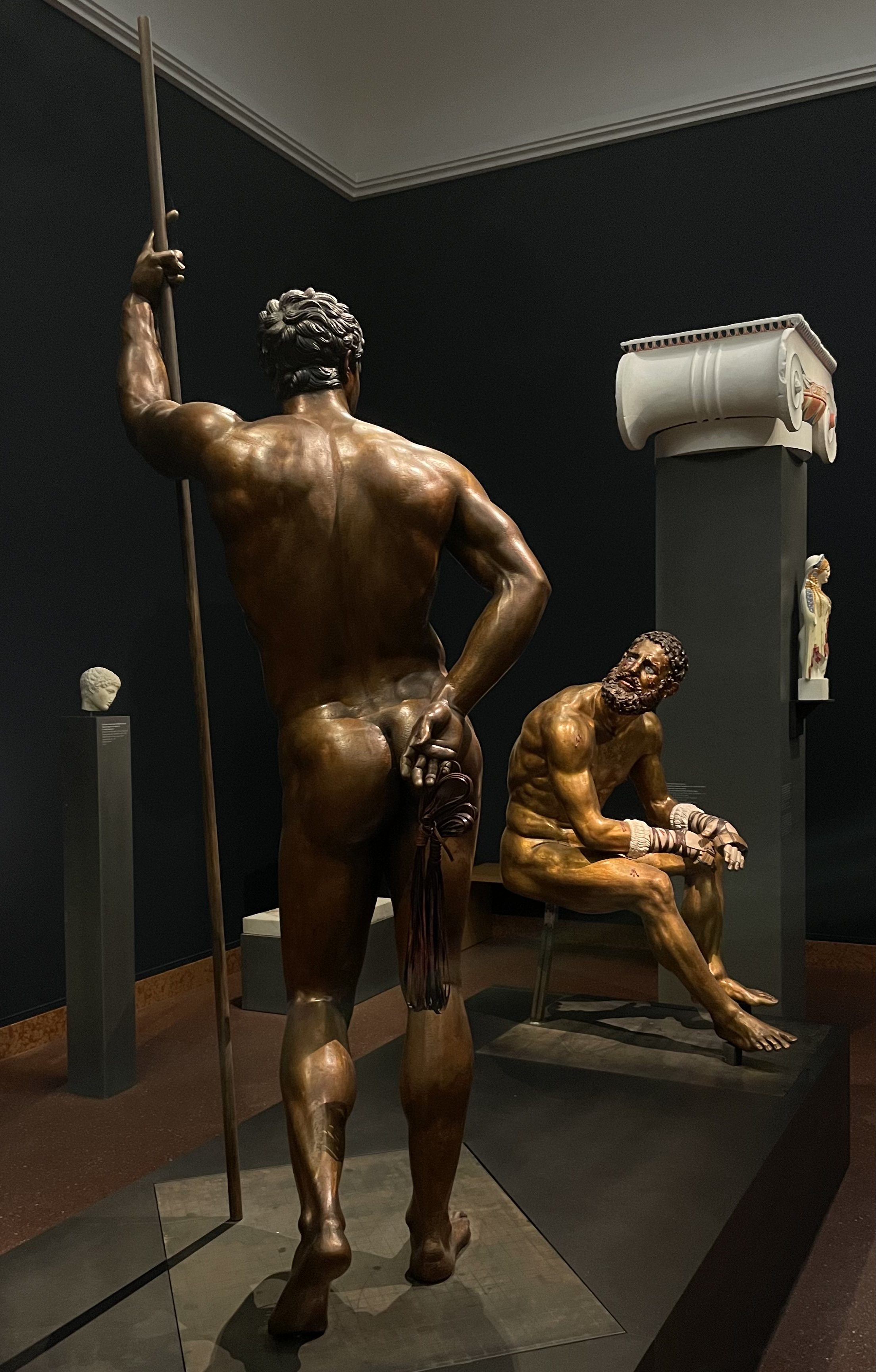
Ricostruzione sperimentale delle sculture in bronzo del Quirinale, Liebieghaus Polychromy Research Project, Liebieghaus 2021

La scultura fu realizzata in bronzo con la tecnica detta "a cera persa". Gli occhi, ora perduti, erano inseriti separatamente. Probabilmente recava sul capo una corona o un diadema che si è perduto.
Rappresenta un giovane nudo, con un lieve velo di barba, in posa eroica; è appoggiato enfaticamente con la mano sinistra su una lunga asta, sul modello dell'Eracle del greco Lisippo. 
Il soggetto è di difficile attribuzione. Taluni studiosi hanno ritenuto che sia il ritratto di un principe ellenistico (Attalo II), altri di un generale romano (Tito Quinzio Flaminino, Quinto Cecilio Metello Macedonico, Publio Cornelio Scipione Emiliano).
Sulla base di nuove ricerche scientifiche e archeologiche, il Liebieghaus Polychromy Research Project ha creato una ricostruzione sperimentale che riproduce il cosiddetto “Principe ellenistico” e il cosiddetto “Pugile in riposo“ come elementi di un gruppo statuario. Questo gruppo mostra presumibilmente il Dioscuro Polluce e il re Amico, figlio di Poseidone, dopo il loro sanguinoso incontro di combattimento. Questa proposta di ricostruzione era già stata sviluppata nel 1945 da Phyllis Lehman Williams e Rhys Carpenter .